# Acer guyoti
Acer guyoti é uma espécie de árvore do gênero Acer, pertencente à família Aceraceae.